# José Mouzinho
José Paulino Marecos Mouzinho de Albuquerque (Oporto, 27 de enero de 1886-Lisboa, 8 de agosto de 1965) fue un jinete portugués que compitió en la modalidad de salto ecuestre. Participó en dos Juegos Olímpicos de Verano en los años 1924 y 1928, obteniendo una medalla de bronce en París 1924 en la prueba por equipos.

## Palmarés internacional
| Juegos Olímpicos | Juegos Olímpicos | Juegos Olímpicos  | Juegos Olímpicos |
| Año              | Lugar            | Medalla           | Categoría        |
| ---------------- | ---------------- | ----------------- | ---------------- |
| 1924             | París (Francia)  | Medalla de bronce | Por equipos      |